# ستيف ويلسون (مدير فني، مواليد 1957)
ستيف ويلسون (بالإنجليزية: Steve Wilson)‏ هو لاعب كرة قدم أمريكية أمريكي، ولد في 24 أغسطس 1957 في لوس أنجلوس في الولايات المتحدة.

## وصلات خارجية
- ستيف ويلسون على موقع مرجع كرة القدم المحترفة.كوم (الإنجليزية)